# Lukas Fink
Lukas Fink (17 agosto 1996) è un giocatore di football americano austriaco, che gioca come wide receiver per i Tirol Raiders.
Di ruolo inside linebacker (quarterback fino al 2019), ha giocato nei Salzburg Ducks fino al 2017, per poi passare ai Tirol Raiders, con i quali ha vinto 3 titoli nazionali, 2 CEFL Bowl e 2 ECTC. Ha seguito i Raiders nel passaggio alla lega semiprofessionistica ELF.